# Rudolf Blümner

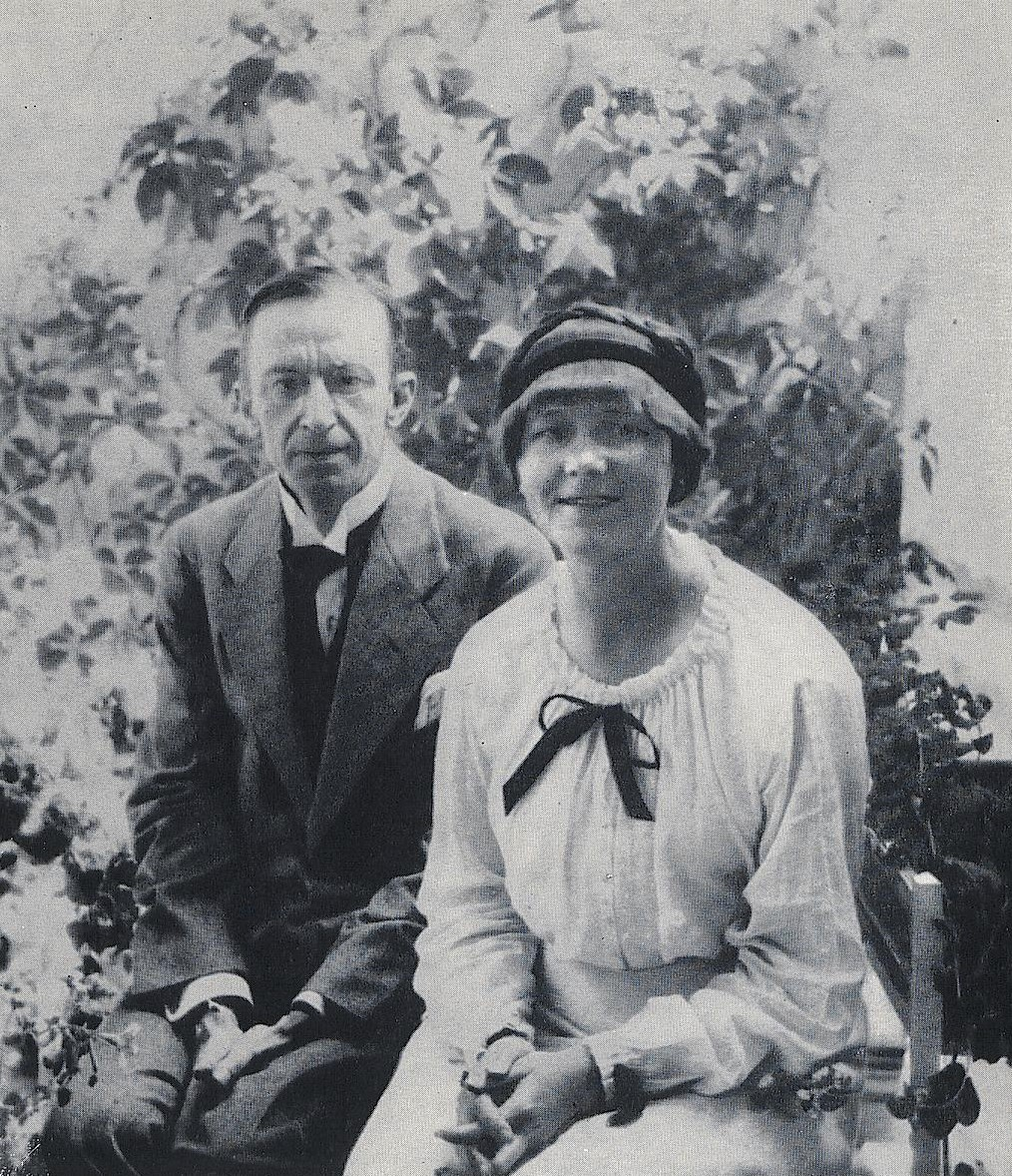
Rudolf Blümner und Nell Walden (1917)

Rudolf Blümner (* 19. August 1873 in Breslau; † 3. September 1945 in Berlin) war ein deutscher Schauspieler, Rezitator, Dramaturg und Essayist.

## Leben
Blümner wuchs in Zürich auf, wo sein Vater Hugo Blümner Professor für Klassische Philologie war, und studierte von 1892 bis 1896 Jura. Aus dem juristischen Staatsdienst ließ er sich 1899 entlassen und widmete sich fortan der Schauspielerei. Von 1906 bis 1912 gehörte er dem Ensemble des Deutschen Theaters in Berlin an, für das er zuvor als Sprachlehrer tätig gewesen war.
Als Filmschauspieler agierte er u. a. in den Stummfilmen Die Rache des Blutes (1914), Der Golem (1915) und Sylvester (1924). Zu den Tonfilmen, an denen er mitwirkte, zählen Klassiker wie M – Eine Stadt sucht einen Mörder (1931) und Der Hauptmann von Köpenick (1931).
Bereits seit 1903 war Blümner mit Herwarth Walden befreundet. In den 1910er Jahren trat er im expressionistischen „Sturm“-Kreis häufig als Rezitator auf. Für Waldens Literaturzeitschrift Der Sturm verfasste er von 1920 bis 1932 über 60 Glossen, Rezensionen, polemische Essays und theoretische Schriften.
Für lyrische Texte, wie er sie auch selbst schrieb, forderte Blümner, dass Sprachmelodie und -rhythmus den Inhalt dominieren sollten. Andererseits sah er die Lyrik – analog zur abstrakten Malerei – als formstrenge und geschlossene Kunst an, was ihn von der verspielten und sinnoffenen Klangkunst des Dada unterscheidet.
Am 28. März 1934 eröffnete er in den Ausstellungsräumen der ehemaligen Galerie Flechtheim am Lützowufer 13 in Berlin gemeinsam mit den prominenten Futuristen Filippo Tommaso Marinetti und Ruggero Vasari (1898–1968) als kulturelle Vertreter des faschistischen Italiens die Ausstellung „Italienische futuristische Luft- und Flugmalerei“, die im Zuge des sogenannten „Expressionismusstreits“ Gegenstand heftiger Flügelkämpfe innerhalb des nationalsozialistischen Machtapparates war. Zu ihren Schirmherren zählte Joseph Goebbels als Präsident der Reichskulturkammer. In einem Aufsatz schrieb Blümner, der auch den Katalog zur Ausstellung herausgegeben hatte: „Die Idee des Futurismus und also der gesamten ihm so nah verwandten radikalen Kunst Europas war in völliger Übereinstimmung mit der Idee des Faschismus“.
Wenig später erhielt Blümner wegen der jüdischen Abstammung seiner Ehefrau Schreib- und Aufführungsverbot. Um die materielle Not des Ehepaares zu lindern, stellte sein Mitstreiter aus Zeiten des Sturm William Wauer seine Frau als Sekretärin ein. Ab 1938 hatte er wieder einige Nebenrollen in Historien- und Heimatfilmen, wie z. B. Die Entlassung von Wolfgang Liebeneiner oder Der Erbförster von Alois Johannes Lippl. 1944 erblindete er. Blümner stand in der Gottbegnadeten-Liste des Reichsministeriums für Volksaufklärung und Propaganda. Seinen Tod im folgenden Jahr soll Entkräftung infolge des Hungers herbeigeführt haben.

## Filmografie (Auswahl)
- 1914: Die Rache des Blutes
- 1914: Der Golem
- 1916: Sein süßes Mädel
- 1924: Sylvester
- 1931: M – Eine Stadt sucht einen Mörder
- 1931: Der Hauptmann von Köpenick
- 1941: Menschen im Sturm
- 1945: Der Erbförster

## Schriften (Auswahl)
- Der Tartuffe (Komödie in 3 Akten nach Moliêre), Bühnenvolksbundverl., Berlin 1929.
- Der Spötter von Sevilla (Komödie in 5 Akten nach Moliêre), Bühnenvolksbundverl., Berlin 1932.
- Der Gerichtsteufel: Eine Hundstagskomödie (Komödie), Theaterverl. A. Langen-G. Müller, Berlin 1934.
- Ein guter Mensch (Komödie in 5 Akten), Theaterverl. A. Langen-G. Müller, Berlin 1935.

## Werke
- Ango Laïna und andere Texte. Herausgegeben von Karl Riha und Marcel Beyer. edition text + kritik, München 1993, ISBN 3-88377-444-8.